# ممنوعیت الکل در ایالات متحده آمریکا

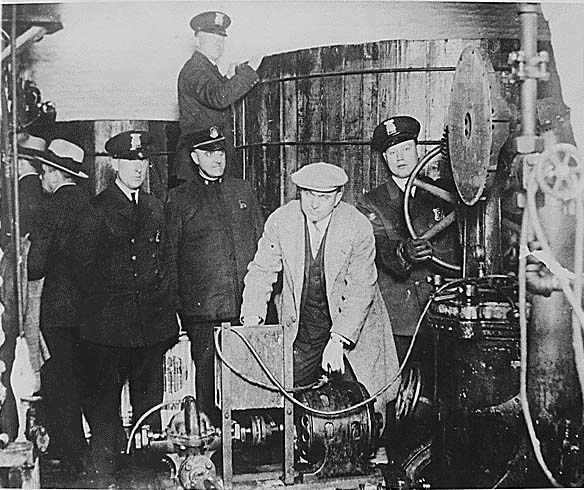
پلیس دیترویت میشیگان در حال بازرسی تجهیزات آبجوسازی زیرزمینی درممنوعیت الکل در آمریکا

ممنوعیت الکل در ایالات متحده (به انگلیسی: Prohibition in the United States) به جهت ضررهای اجتماعی و همچنین فردی استفاده از الکل، از سال ۱۹۲۰ تا ۱۹۳۳ در ایالات متحده آمریکا بر فروش، تولید و جابه‌جایی الکل برقرار بود. این ممنوعیت توسط اصلاحیه هجدهم قانون اساسی ایالات متحده آمریکا آغاز شد و در ۵ دسامبر ۱۹۳۳ بازگردانی شد.

## وضعیت کنونی
در حال حاضر نیز در تعدادی از ایالت ، استفاده از نوشیدنی‌های الکلی در فضاهای عمومی ممنوع است و این موضوع فقط در مکان‌های دارای مجوز نظیر میخانه‌ها، دیسکوها و فقط برای افراد دارای بیست و یک سال سن و بیشتر مجاز می‌باشد. همچنین برای فروش این نوشیدنی‌ها نیز مقررات خاصی مد نظر است.
بر این اساس، برخی مناطق آمریکا به عنوان مناطق خشک الکلی محسوب می‌شوند و دارای قوانین منع فروش یا مصرف عمومی مشروبات الکلی به‌طور کامل یا جزئی هستند.